# Et alors ? (film)
Pour les articles homonymes, voir Et alors ? (homonymie).
Pour plus de détails, voir Fiche technique et Distribution.
Et alors ? (What's Going On?) est un film libanais réalisé par Jocelyn Saab, sorti en 2010.

## Synopsis
A Beyrouth, un écrivain, fils de couturier, taille et coud ses textes à partir des personnages de la ville. Il rencontre Khouloud, une danseuse, qui lui fait toucher le cœur de Beyrouth.

## Fiche technique
- Titre : Et alors ?
- Titre original : What's Going On?
- Réalisation : Jocelyne Saab
- Scénario : Jocelyne Saab et Joumana Haddad
- Image : Jacques Bouquin[1]
- Montage : Catherine Poitevin[2]
- Musique : Vladimir Kurumilian
- Décors : Elie Khater
- Son : James Galt
- Production : Jocelyn Saab
- Pays d'origine : Liban
- Format : Couleurs - Mono - HDTV
- Genre : Fantastique, film musical et romance
- Durée : 80 minutes
- Date de sortie : 8 octobre 2010,  Liban ; 6 avril 2011, Lyon, rencontres Fenêtres sur le cinéma du Sud[3]

## Distribution
- Ishtar Yasin Gutierrez (en) : Ishtar
- Joumana Haddad : Lilith
- Raia Haïdar : Raia
- Khouloud Yassine : Khouloud
- Nasri Sayegh : Nasri
- Jalal Khoury : l'écrivain